# Импириъл
Импириъл (на английски: Imperial) е окръг в Калифорния. Окръжният му център е град Ел Сентро.

## Население
Окръг Импириъл е с население от 142 361 души. (2000)

## География
Окръг Импириъл е с обща площ от 11 608 км2 (4482 мили2).

## История
Окръг Импириъл е основан през 1907 г. от източната половина на окръг Сан Диего.

## Градове
- Ел Сентро
- Импириъл
- Калипатрия
- Уестморленд
- Холтвил

## Други населени места
- Бомбей Бийч
- Дезърт Шорс
- Сийли
- Солтън Сити
- Солтън Сий Бийч
- Хъбър